# Leopold Späth
Leopold Späth, także Spaeth (ur. 30 października 1928 w Szawlach na Litwie, zm. 22 kwietnia 2006 w Ostenfeld) – niemiecki polityk i samorządowiec, poseł do Parlamentu Europejskiego II kadencji.

## Życiorys
Urodził się na terenie Litwy, później przeniósł się na teren obecnego powiatu Nordfriesland. Uczęszczał do szkół realnych w Kłajpedzie i Flensburgu, w 1945 zdał maturę. Odbył następnie praktykę i egzamin w zawodzie ogrodnika i rolnika. Od 1952 pozostawał samozatrudniony.
W 1959 zaangażował się w działalność polityczną w ramach Unii Chrześcijańsko-Demokratycznej. Działał w partyjnej młodzieżówce Junge Union, był jej powiatowym szefem (1959–1966) i członkiem władz w landzie (1961–1967). Zasiadł w lokalnych władzach CDU: w 1969 został szefem ugrupowania w powiecie Husum, po jego przekształceniu od 1970 do 1986 kierował strukturami w powiecie Nordfriesland. Od 1959 zasiadał w radzie gminy, od 1962 także w radzie powiatu. Sprawował m.in. funkcje zastępcy burmistrza i pierwszego zastępcy starosty, zasiadał też w lokalnym organie sądowniczym. W latach 1971–1984 zasiadał w landtagu Szlezwika-Holsztynu, w którym przewodził frakcji partyjnej i został reprezentantem parlamentu w regionalnym ministerstwie spraw wewnętrznych. Był też członkiem rad nadzorczych spółek komunalnych.
W 1984 wybrano go posłem do Parlamentu Europejskiego II kadencji. Przystąpił do Europejskiej Partii Ludowej, należał m.in. do Komisji ds. Rolnictwa, Rybołówstwa i Rozwoju Wsi, Komisji ds. Polityki Regionalnej i Planowania Regionalnego oraz Delegacji ds. stosunków z państwami Europy Północnej i Radą Nordycką.

## Odznaczenia
Odznaczony m.in. Krzyżem Zasługi na Wstędze Orderu Zasługi Republiki Federalnej Niemiec (1978).

## Życie prywatne
Był żonaty, miał troje dzieci. Mieszkał w Ostenfeld.